# My Camp Rock
My Camp Rock è stato un programma televisivo italiano di genere talent show, prodotto da Disney Channel in seguito al film Camp Rock. Era riservato ai minori di 16 anni ed è andato in onda su Disney Channel Italia a partire dal 27 marzo 2009, condotto da Valentina Colombo con la partecipazione di Ariel.
Il talent show era costituito da quattro fasi.
- Selezione: dei giurati interni selezionano otto partecipanti tra i ragazzi che hanno inviato il video dove hanno la possibilità di cantare da solisti, di formare un duetto oppure cantare con una band;
- Esibizione: gli 8 prescelti si esibiscono davanti a dei noti giurati, solitamente star della musica in Italia. Qui procede ad eliminazione: infatti potranno andare al camp solo 4 di questi;
- Camp: i 4 ragazzi rimasti andranno in camp in cui si troveranno in compagnia di un tutor, solitamente un attore (o un'attrice) di Disney Channel. Al camp ci sono anche dei veri e propri insegnanti di canto e ballo, in tal modo che i ragazzi eseguano al meglio la performance alla finale, chiamata Final-Jam.
- Final Jam: i ragazzi cantano in un palco all'aperto (nel 2009 a Lignano Sabbiadoro) dove la gente li può seguire dal vivo. Mentre i ragazzi cantano, si preparano e si scaldano le corde vocali sul palco si esibiscono altre band o altri cantanti famosi (nel 2009 i Finley e Jacopo Sarno) e in genere nei maxi-schermi vanno in onda dei nuovi episodi in esclusiva prima TV (nel 2009 andò in onda la prima TV di Jonas). Quando i ragazzi entrano sul palco gli stessi giurati che prima gli avevano selezionati li votano. In realtà il voto del giurato conta solo in parte perché è possibile votare anche da casa dal sito internet mycamprock.it.

## My Camp Rock - Let's Rock
La prima edizione è andata in onda su Disney Channel dal 27 marzo 2009 al 18 settembre 2009 ed è stata vinta da Martina Russomanno.

### Selezione
È durata dal 27 marzo al 15 maggio 2009
La casa discografica EMI ha selezionato gli 8 semi-finalisti.
- Martina;
- Lost Guitar;
- Marco;
- Giulia;
- Music Point;
- Gaia;
- Matteo;
- Alessandro & Fortuna;

### Esibizione
Si è diviso in tre puntate la prima puntata mandata in onda il 6 luglio 2009, la seconda 8 luglio 2009 e la terza il 10 luglio 2009.
Gli 8 semi-finalisti si sono esibiti davanti a quattro giudici che hanno assegnato una votazione espressa in chitarre (da 1 a 5)e, al voto della giuria, si è sommato quello del pubblico per determinare i 4 finalisti.
GIURIA
- Jacopo Sarno, giovane attore e cantante.
- Francesco Rapaccioli, vocal-coach.
- Mario Sala, discografico.
- Linus, conduttore radiofonico.

La semifinale si è disputata in due diverse puntate, dove per ogni puntata sono stati nominati due finalisti.
PRIMA PUNTATA

| Cantante             | Canzone (cantante originale)         | Voto giuria | Verdetto  |
| -------------------- | ------------------------------------ | ----------- | --------- |
| Alessandro & Fortuna | This is me (Demi Lovato e Joe Jonas) | 14          | Eliminati |
| Giulia               | Sono io (Ariel & Stefano Centomo)    | 16          | Eliminata |
| Marco                | Play my Music (Jonas Brothers)       | 17          | Finalista |
| Martina              | Here I am (Jasmine Richards)         | 20          | Finalista |

SECONDA PUNTATA

| Cantante    | Canzone (cantante originale)         | Voto giuria | Verdetto  |
| ----------- | ------------------------------------ | ----------- | --------- |
| Gaia        | Here I am (Jasmine Richards)         | 20          | Finalista |
| Lost Guitar | Play my Music (Jonas Brothers)       | 14          | Eliminati |
| Matteo      | This is me (Demi Lovato e Joe Jonas) | 18          | Finalista |
| Music Point | This is me (Demi Lovato e Joe Jonas) | 17          | Eliminati |

### Camp
I 4 finalisti sono stati in un camp ispirato al film Camp Rock e con loro erano presenti quattro attori di Disney Channel che sono stati associati ad ogni finalista per seguirlo nella preparazione della Final Jam.
Nel camp è stato presente anche Francesco Rapaccioli che ha svolto l'incarico di vocal-coach dei finalisti.
Ad ogni cantante è stato assegnato un brano da cantare in finale
| Cantante | Attore              | Canzone (cantante originale)   |
| -------- | ------------------- | ------------------------------ |
| Gaia     | Marc Tainon         | La La Land (Demi Lovato)       |
| Marco    | Francesca Calabrese | Paranoid (Jonas Brothers)      |
| Martina  | Chiara Tollero      | Get Back (Demi Lovato)         |
| Matteo   | Luca Solesin        | Live to Party (Jonas Brothers) |

### Final Jam
Esibizione finale davanti ad un vero pubblico con proclamazione del vincitore del concorso.
La serata ha visto anche due ospiti: Jacopo Sarno (presente nel doppio ruolo di giudice e cantante, ha cantato Ho voglia di vederti) e i Finley (hanno cantato La mia notte).
I finalisti si sono esibiti nei loro brani e hanno ricevuto la votazione in chitarre dalla stessa giuria della semifinale, poi tutti insieme hanno cantato This is me. La vincitrice di questa edizione è Martina. In seguito Martina ha cantato "This is me" assieme a Joe Jonas che l'ha invitata al concerto dei Jonas Brothers a Torino. Martina ha partecipato a due puntate di "Quelli dell'intervallo cafè" e ha girato il videoclip di una canzone tratta dal film Disney "La principessa e il ranocchio".
Tutti i video della Final Jam sono disponibili su YouTube.
| Cantante | Canzone (cantante originale)   | Voto giuria | Verdetto   |
| -------- | ------------------------------ | ----------- | ---------- |
| Martina  | Get Back (Demi Lovato)         | 19          | Vincitrice |
| Gaia     | La La Land (Demi Lovato)       | 18          | 2º posto   |
| Marco    | Paranoid (Jonas Brothers)      | 17          | 3º posto   |
| Matteo   | Live to Party (Jonas Brothers) | 16          | 4ºposto    |

## My Camp Rock 2 - It's On
È partita il 26 marzo 2010 la seconda edizione di My Camp Rock. Le selezioni non sono avvenute prima del 17 maggio 2010, poiché il termine per inviare i video con i provini era il 15 maggio 2010.
Il concorso è stato vinto da Arianna Costantin, che registrerà un video clip come la precedente vincitrice Martina Russomanno.

### Selezione
È durata dal 26 marzo al 15 maggio 2010.La casa discografica EMI ha selezionato gli 8 semi-finalisti.
- Francesco
- Elia
- Arianna
- Ludovica
- Alessandro
- Erica
- Marzia
- Andrea e Nicole

### Esibizione
È stata divisa in quattro puntate la prima puntata è andata in onda il 5 luglio 2010, la seconda 7 luglio 2010 e la terza il 9 luglio 2010 e la finale il 12 luglio 2010.
Gli 8 semi-finalisti si sono esibiti davanti a quattro giudici che hanno assegnato una votazione espressa in plettri (da 1 a 5) e, al voto della giuria, si è sommato quello del pubblico per determinare i 4 finalisti.
GIURIA
- Jacopo Sarno, giovane attore e cantante.
- Francesco Rapaccioli, vocal-coach.
- Mario Sala, discografico.
- Andrea Pellizzari, conduttore radiofonico.

La semifinale si è divisa in 2 parti, dove sono stati nominati i finalisti.
PRIMA PUNTATA

La prima puntata è stata una puntata introduttiva dove venivano spiegati perché gli avevano scelti e venivano i titoli delle canzoni che dovevano cantare.
SECONDA PUNTATA

| Cantante        | Canzone (cantante originale)   | Voto giuria | Verdetto  |
| --------------- | ------------------------------ | ----------- | --------- |
| Erica           | Who Will I Be (Demi Lovato)    | 16          | Finalista |
| Andrea e Nicole | Gotta Find You (Joe Jonas)     | 16          | Eliminati |
| Alessandro      | Play my Music (Jonas Brothers) | 14          | Eliminato |
| Arianna         | Here I am (Jasmine Richards)   | 18          | Finalista |

TERZA PUNTATA

| Cantante  | Canzone (cantante originale)   | Voto giuria | Verdetto  |
| --------- | ------------------------------ | ----------- | --------- |
| Francesco | Gotta Find You (Joe Jonas)     | 17          | Finalista |
| Elia      | Here I am (Jasmine Richards)   | 17          | Eliminato |
| Ludovica  | Play my Music (Jonas Brothers) | 17          | Finalista |
| Marzia    | Who Will I Be (Demi Lovato)    | 17          | Eliminata |

QUARTA PUNTATA

La quarta puntata si sono svelati i voti della giuria e i finalisti. Le due cose sono state intervallate dalla prima tv della serie televisiva Buona fortuna Charlie.

### Il camp
I 4 finalisti sono stati in un camp ispirato al film Camp Rock e Camp Rock 2 e con loro sono stati presenti quattro attori di Disney Channel Matteo Villa di Life Bites, Luca Solesin di Life Bites, Francesca Calabrese di Fiore e Tinelli e Sara Santostasi di Chiamatemi Giò) che sono stati associati ad ogni finalista per seguirlo nella preparazione della Final Jam. Nel camp è stato presente anche Francesco Rapaccioli che ha svolto l'incarico di vocal-coach dei finalisti e Valentina Colombo che ha svolto l'incarico di presentatrice. Ad ogni cantante è stato assegnato un brano da cantare in finale. La messa in onda del Camp è stata divisa in tre puntate: la prima il 17 settembre 2010, la seconda il 20 settembre 2010 e la terza il 22 settembre 2010 alle 19:35 su Disney Channel.
PRIMA PUNTATA

Nella prima puntata i finalisti hanno raggiunto il camp dove gli sono stati affidati i loro talent Disney.
SECONDA PUNTATA

Nella seconda puntata ad ogni finalista è stata assegnata una canzone dal film Disney per la televisione Camp Rock 2: The Final Jam e hanno incontrato la loro stylist.
| Cantante  | Attore              | Canzone (cantante originale)                        |
| --------- | ------------------- | --------------------------------------------------- |
| Francesco | Matteo Villa        | Can't Back Down (Demi Lovato)                       |
| Arianna   | Francesca Calabrese | It's Not Too Late (Demi Lovato)                     |
| Erica     | Luca Solesin        | I Wouldn't Change a Thing (Demi Lovato e Joe Jonas) |
| Ludovica  | Sara Santostasi     | Heart and Soul (Jonas Brothers)                     |

TERZA PUNTATA

Nella terza puntata i finalisti oltre a provare i loro pezzi con Francesco Rapaccioli hanno provato i balletti.

### Final Jam
La finale di Camp Rock 2 - It's On è stata mandata in onda il 24 settembre 2010 alle 19:35, precedendo la prima TV di Camp Rock 2: The Final Jam su Disney Channel. Oltre ai soliti 4 giurati, la Final Jam ha visto la partecipazione di Chloe Bridges, l'attrice americana che interpreta il ruolo di Dana nel film Camp Rock 2.
La vincitrice dell'edizione 2010 è Arianna.
| Cantante  | Canzone (cantante originale)                      | Voto giuria | Verdetto   |
| --------- | ------------------------------------------------- | ----------- | ---------- |
| Arianna   | It's not too late (Demi Lovato)                   | 25          | Vincitrice |
| Erica     | Wouldn't Change A Thing (Demi Lovato e Joe Jonas) | 25          | 2º posto   |
| Francesco | Can't Back Down (Demi Lovato)                     | 24          | 3º posto   |
| Ludovica  | Heart and Soul (Jonas Brothers)                   | 23          | 4º posto   |

## Vincitori delle varie edizioni
| ANNO EDIZIONE | VINCITORE          |
| ------------- | ------------------ |
| 2009          | Martina Russomanno |
| 2010          | Arianna Costantin  |